# Autostrada do nieba
Autostrada do nieba (oryginalnie Highway to Heaven) – amerykański serial telewizyjny, opowiadający o aniele Jonathanie Smicie, który z pomocą nawróconego alkoholika Marka Gordona, pomaga ludziom w trudnych sytuacjach. W główne role wcielili się, znany z serialu Bonanza oraz Domek na prerii, Michael Landon oraz Victor French również znany z serialu Domek na prerii.
Serial powstawał w latach 1984–1989 i zdobył dużą popularność.

## Obsada
Zestawienie obejmuje wszystkich aktorów, którzy występowali w co najmniej 3 odcinkach serialu.
- Michael Landon jako Jonathan Smith (wszystkie 111 odcinków)
- Victor French jako Mark Gordon (111 odcinków)
- James Troesh jako Scotty Wilson (8 odcinków)
- Margie Impert jako Diane Wilson (6 odcinków)
- Ron Tank jako prezenter/reporter (5 odcinków)
- H. Richard Greene jako st. sierż. Travis Hastings (4 odcinki)
- Shelby Leverington jako Annie Hastings (4 odcinki)
- Brandon Bluhm jako Jerry (4 odcinki)
- Charles Quertermous jako Steve (4 odcinki)
- Brad Zerbst jako kelner (4 odcinki)
- Conrad Hurtt jako przechodzień (4 odcinki)
- Lew Ayres jako Harry Haynes (3 odcinki)
- Dorothy McGuire jako Jane Thompson (3 odcinki)
- Ivor Barry jako dr Erhardt (3 odcinki)
- Natalie Gregory jako Jennifer Bradley (3 odcinki)
- Bill Erwin jako Clarence Kelly (3 odcinki)
- Andy Romano jako Kaz (3 odcinki)
- Joe Dorsey jako p. Sinclair (3 odcinki)
- Mary McCusker jako Leslie Gordon (3 odcinki)
- Richard Bull jako doktor (3 odcinki)
- David Spielberg jako dr Martin (3 odcinki)
- Robin Riker jako Sherri Johnson (3 odcinki)
- Paul Walker jako Todd Bryant (3 odcinki)
- Josh Williams jako Bobby Bradley (3 odcinki)
- Paul Comi jako sierż. Baker (3 odcinki)
- Dennis A. Pratt jako Junkie (3 odcinki)
- Georgia Schmidt jako Loretta (3 odcinki)
- Eve Brent jako gospodyni (3 odcinki)
- Jessica Drake jako Sharon Winner (3 odcinki)
- Gregory Wagrowski jako urzędnik (3 odcinki)
- Eddie Quillan jako Clyde (3 odcinki)
- Richard Hoyt-Miller jako Jim (3 odcinki)
- Lawrence Braude jako kier. sceny (3 odcinki)
- Tom Kindle jako Steve (3 odcinki)
- Jim Brown jako Rich Richards (3 odcinki)
- Trace Eubanks jako żołnierz (3 odcinki)
- Gay Hagen jako p. Crump (3 odcinki)
- Robert Balderson jako policjant (3 odcinki)
- John McLiam jako Ted Simpson (3 odcinki)

W rolach epizodycznych występowali różni znani aktorzy, którzy wystąpili w dwóch odcinkach: Jeff Kober, Helen Hunt, Eli Wallach i Matthew Perry. W pojedynczych odcinkach udział wzięli m.in.: Lorne Greene, Shannen Doherty, Ernest Borgnine, Dick Van Dyke, James Earl Jones, Robert Culp, Leslie Nielsen, Bob Hope, Chad Allen i Haing S. Ngor.

## Opinie krytyków
Serial, w dużej mierze autorskie dzieło M. Landona, propagował chrześcijańskie wartości, podsuwając pozytywne wzory i pokazując, jak być lepszym człowiekiem. Jakkolwiek z dzisiejszej perspektywy wydawać się może nazbyt sentymentalny czy moralizatorski – choć niepozbawiony poczucia humoru – to budzi tęsknotę za czasami naprawdę familijnej telewizji i za światem, po którym chodzi ubrany w spłowiałe dżinsy i skórzaną kurtkę anioł, dbający o to, by ludzie nie obrali złego kierunku na autostradzie do nieba.

## Spis odcinków
| Nr             | Polski tytuł                         | Angielski tytuł                            |
| -------------- | ------------------------------------ | ------------------------------------------ |
|                |                                      |                                            |
| SERIA PIERWSZA |                                      |                                            |
|                |                                      |                                            |
| 1              | Autostrada do nieba cz. 1            | Highway to Heaven: Part 1                  |
|                |                                      |                                            |
| 2              | Autostrada do nieba cz. 2            | Highway to Heaven: Part 2                  |
|                |                                      |                                            |
| 3              | Dotknąć księżyca                     | To Touch the Moon                          |
|                |                                      |                                            |
| 4              | Powrót Zamaskowanego Jeźdźca         | Return of the Masked Rider                 |
|                |                                      |                                            |
| 5              | Pieśń o Dzikim Zachodzie             | Song of the Wild West                      |
|                |                                      |                                            |
| 6              | Świeża lemoniada cz. 1               | One Fresh Batch of Lemonade: Part 1        |
|                |                                      |                                            |
| 7              | Świeża lemoniada cz. 2               | One Fresh Batch of Lemonade: Part 2        |
|                |                                      |                                            |
| 8              | Boskie szaleństwo                    | A Divine Madness                           |
|                |                                      |                                            |
| 9              | Złowić spadającą gwiazdę             | Catch a Falling Star                       |
|                |                                      |                                            |
| 10             | Anioł potrzebny od zaraz             | Help Wanted: Angel                         |
|                |                                      |                                            |
| 11             | Tylko pył                            | Dust Child                                 |
|                |                                      |                                            |
| 12             | Hotel marzeń                         | Hotel of Dreams                            |
|                |                                      |                                            |
| 13             | Pieśń wigilijna                      | Another Song for Christmas                 |
|                |                                      |                                            |
| 14             | Samolot śmierci                      | Plane Death                                |
|                |                                      |                                            |
| 15             | Jednoskrzydłe anioły                 | One Winged Angels                          |
|                |                                      |                                            |
| 16             | Powrót do domu                       | Going Home, Going Home                     |
|                |                                      |                                            |
| 17             | Trudne jak ABC                       | As Difficult as ABC                        |
|                |                                      |                                            |
| 18             | Boże dziecię                         | A Child of God                             |
|                |                                      |                                            |
| 19             | Dla siebie stworzeni                 | A Match Made in Heaven                     |
|                |                                      |                                            |
| 20             | Bankier i menel                      | The Banker and the Bum                     |
|                |                                      |                                            |
| 21             | Najjaśniejsza z gwiazd               | The Brightest Star                         |
|                |                                      |                                            |
| 22             | Dobra inwestycja                     | An Investment in Caring                    |
|                |                                      |                                            |
| 23             | Właściwa decyzja                     | The Right Thing                            |
|                |                                      |                                            |
| 24             | Szlachetna krew cz. 1                | Thoroughbreds: Part 1                      |
|                |                                      |                                            |
| 25             | Szlachetna krew cz. 2                | Thoroughbreds: Part 2                      |
|                |                                      |                                            |
| SERIA DRUGA    |                                      |                                            |
|                |                                      |                                            |
| 26             | Piosenka dla Jasona cz. 1            | A Song for Jason: Part 1                   |
|                |                                      |                                            |
| 27             | Piosenka dla Jasona cz. 2            | A Song for Jason: Part 2                   |
|                |                                      |                                            |
| 28             | Błogosławieni stróże porządku        | Bless the Boys in Blue                     |
|                |                                      |                                            |
| 29             | Cindy                                | Cindy                                      |
|                |                                      |                                            |
| 30             | Diabeł i Jonathan Smith              | The Devil and Jonathan Smith               |
|                |                                      |                                            |
| 31             | Ptasznik                             | Birds of a Feather                         |
|                |                                      |                                            |
| 32             | Gra o wszystko                       | Popcorn, Peanuts and CrackerJacks          |
|                |                                      |                                            |
| 33             | Uśmiech w trzecim rzędzie            | The Smile in the Third Row                 |
|                |                                      |                                            |
| 34             | Tajemnica                            | The Secret                                 |
|                |                                      |                                            |
| 35             | Potwór cz. 1                         | The Monster: Part 1                        |
|                |                                      |                                            |
| 36             | Potwór cz. 2                         | The Monster: Part 2                        |
|                |                                      |                                            |
| 37             | Pan doktor                           | The Good Doctor                            |
|                |                                      |                                            |
| 38             | Samotny                              | Alone                                      |
|                |                                      |                                            |
| 39             | Bliskie spotkania z niebianami       | Close Encounters of the Heavenly Kind      |
|                |                                      |                                            |
| 40             | Inne życie                           | Change of Life                             |
|                |                                      |                                            |
| 41             | Uśmiechnij się                       | Keep Smiling                               |
|                |                                      |                                            |
| 42             | Ostatnie zadanie                     | The Last Assignment                        |
|                |                                      |                                            |
| 43             | Opatrując rany                       | To Bind the Wounds                         |
|                |                                      |                                            |
| 44             | Raj na ziemi                         | Heaven on Earth                            |
|                |                                      |                                            |
| 45             | Spotkanie na szczycie                | Summit                                     |
|                |                                      |                                            |
| 46             | Pamięć                               | The Torch                                  |
|                |                                      |                                            |
| 47             | Odpłynąć w dal                       | Sail Away                                  |
|                |                                      |                                            |
| 48             | Kiedy dzieci rodzą dzieci            | Children's Children                        |
|                |                                      |                                            |
| 49             | Przyjaciele                          | Friends                                    |
|                |                                      |                                            |
| SERIA TRZECIA  |                                      |                                            |
|                |                                      |                                            |
| 50             | Wyjątkowa miłość cz. 1               | A Special Love: Part 1                     |
|                |                                      |                                            |
| 51             | Wyjątkowa miłość cz. 2               | A Special Love: Part 2                     |
|                |                                      |                                            |
| 52             | Mój przyjaciel Larry                 | For the Love of Larry                      |
|                |                                      |                                            |
| 53             | Dziwna wojna i dziwny pokój          | Another Kind of War, Another Kind of Peace |
|                |                                      |                                            |
| 54             | Nasz tatuś                           | That's Our Dad                             |
|                |                                      |                                            |
| 55             | Miłość od drugiego wejrzenia         | Love at Second Sight                       |
|                |                                      |                                            |
| 56             | Małżeństwo cz. 1                     | Love and Marriage: Part 1                  |
|                |                                      |                                            |
| 57             | Małżeństwo cz. 2                     | Love and Marriage: Part 2                  |
|                |                                      |                                            |
| 58             | Odmieniec                            | Code Name: Freak                           |
|                |                                      |                                            |
| 59             | Ojciec i syn                         | Man to Man                                 |
|                |                                      |                                            |
| 60             | Jonathan Smith jedzie do Waszyngtonu | Jonathan Smith Goes to Washington          |
|                |                                      |                                            |
| 61             | Szczęściarz                          | Oh Lucky Man                               |
|                |                                      |                                            |
| 62             | Nowy Jork według Basingera           | Basinger's New York                        |
|                |                                      |                                            |
| 63             | Cały ten blask                       | All That Glitters                          |
|                |                                      |                                            |
| 64             | Wally                                | Wally                                      |
|                |                                      |                                            |
| 65             | Pieśń nad pieśniami                  | A Song of Songs                            |
|                |                                      |                                            |
| 66             | Pamiętny wieczór                     | A Night to Remember                        |
|                |                                      |                                            |
| 67             | Matka i córka                        | A Mother and a Daughter                    |
|                |                                      |                                            |
| 68             | Normalni ludzie                      | Normal People                              |
|                |                                      |                                            |
| 69             | Bohater                              | The Hero                                   |
|                |                                      |                                            |
| 70             | Rodzice i dzieci                     | Parents' Day                               |
|                |                                      |                                            |
| 71             | Nadzieja                             | A Father's Faith                           |
|                |                                      |                                            |
| 72             | Randka                               | Heavy Date                                 |
|                |                                      |                                            |
| 73             | Samochód z duszą                     | Ghost Rider                                |
|                |                                      |                                            |
| 74             | Dar życia                            | The Gift of Life                           |
|                |                                      |                                            |
| SERIA CZWARTA  |                                      |                                            |
|                |                                      |                                            |
| 75             | Najlepszy przyjaciel człowieka cz. 1 | Man's Best Friend: Part 1                  |
|                |                                      |                                            |
| 76             | Najlepszy przyjaciel człowieka cz. 2 | Man's Best Friend: Part 2                  |
|                |                                      |                                            |
| 77             | Walka o życie                        | Fight for Your Life                        |
|                |                                      |                                            |
| 78             | Sąsiedzi                             | The People Next Door                       |
|                |                                      |                                            |
| 79             | Wilkołak w średnim wieku             | I Was a Middle Aged Werewolf               |
|                |                                      |                                            |
| 80             | Gra na serio                         | Playing for Keeps                          |
|                |                                      |                                            |
| 81             | Niesamowity człowiek                 | Amazing Man                                |
|                |                                      |                                            |
| 82             | Wszystkie kolory serca               | All the Colors of the Heart                |
|                |                                      |                                            |
| 83             | Dzieci są niewinne                   | Why Punish the Children?                   |
|                |                                      |                                            |
| 84             | Dzikie konie                         | A Dream of Wild Horses                     |
|                |                                      |                                            |
| 85             | Elita                                | In with the 'In' Crowd                     |
|                |                                      |                                            |
| 86             | Święty Mikołaj                       | With Love, the Claus                       |
|                |                                      |                                            |
| 87             | Matczyna miłość                      | A Mother's Love                            |
|                |                                      |                                            |
| 88             | Dobry doktor                         | Country Doctor                             |
|                |                                      |                                            |
| 89             | Życie na dnie                        | Time in a Bottle                           |
|                |                                      |                                            |
| 90             | Powrót do Oakland                    | Back to Oakland                            |
|                |                                      |                                            |
| 91             | Przed nami cała wieczność cz. 1      | We Have Forever: Part 1                    |
|                |                                      |                                            |
| 92             | Przed nami cała wieczność cz. 2      | We Have Forever: Part 2                    |
|                |                                      |                                            |
| 93             | Korespondent                         | The Correspondent                          |
|                |                                      |                                            |
| 94             | Aloha                                | Aloha                                      |
|                |                                      |                                            |
| 95             | Delfiny śpiewają dla Lee cz. 1       | A Dolphin Song for Lee: Part 1             |
|                |                                      |                                            |
| 96             | Delfiny śpiewają dla Lee cz. 2       | A Dolphin Song for Lee: Part 2             |
|                |                                      |                                            |
| 97             | Wielki bieg                          | Heaven Nose, Mister Smith                  |
|                |                                      |                                            |
| 98             | Gra o wszystko                       | The Whole Nine Yards                       |
|                |                                      |                                            |
| SERIA PIĄTA    |                                      |                                            |
|                |                                      |                                            |
| 99             | Wybory                               | Whose Trash Is It Anyway?                  |
|                |                                      |                                            |
| 100            | Powitania i pożegnania cz. 1         | Hello and Farewell: Part 1                 |
|                |                                      |                                            |
| 101            | Powitania i pożegnania cz. 2         | Hello and Farewell: Part 2                 |
|                |                                      |                                            |
| 102            | Milczący dzwon                       | The Silent Bell                            |
|                |                                      |                                            |
| 103            | Zjazd absolwentów                    | The Reunion                                |
|                |                                      |                                            |
| 104            | Dziennikarze                         | The Source                                 |
|                |                                      |                                            |
| 105            | Weteran                              | The Squeaky Wheel                          |
|                |                                      |                                            |
| 106            | Emerytura                            | Goodbye, Mr. Zelinka                       |
|                |                                      |                                            |
| 107            | Wybór                                | Choices                                    |
|                |                                      |                                            |
| 108            | Letni obóz                           | Summer Camp                                |
|                |                                      |                                            |
| 109            | Wolność, która jest w tobie          | The Inner Limits                           |
|                |                                      |                                            |
| 110            | Pieskie życie                        | It's a Dog's Life                          |
|                |                                      |                                            |
| 111            | Wesołych Świąt, życzy dziadek        | Merry Christmas from Grandpa               |